# Erik Černák
Erik Černák (* 28. Mai 1997 in Košice) ist ein slowakischer Eishockeyspieler, der seit Februar 2017 bei den Tampa Bay Lightning in der National Hockey League unter Vertrag steht. Mit dem Team gewann der Verteidiger in den Playoffs 2020 und 2021 den Stanley Cup.

## Karriere
Erik Černák wurde in Košice geboren und lief dort in seiner Jugend für die Nachwuchsabteilungen des HC Košice auf. Zur Saison 2012/13 wechselte er zum HC Slovan Bratislava, der ihn im KHL Junior Draft 2014 an 14. Position auswählen sollte. Zuvor kehrte der Abwehrspieler jedoch bereits nach einem Jahr in der slowakischen Hauptstadt zum HC Košice zurück, für deren Profimannschaft er schließlich in der Spielzeit 2013/14 in der Extraliga debütierte. Parallel dazu lief er weiterhin für die unter dem Namen HK Orange 20 am Spielbetrieb der Extraliga teilnehmende U20-Nationalmannschaft der Slowakei auf, mit der er im Vorjahr bereits in der zweitklassigen 1. Liga gespielt hatte. Am Ende der Saison 2013/14 gewann er mit Košice die slowakische Meisterschaft, die er mit der Mannschaft im Folgejahr verteidigen konnte.
Anschließend berücksichtigten ihn die Los Angeles Kings im NHL Entry Draft 2015, sodass er zur Spielzeit 2015/16 nach Nordamerika in die Ontario Hockey League (OHL) zu den Erie Otters, die ihn beim CHL Import Draft 2015 in der ersten Runde an Gesamtposition 54 gezogen hatten, wechselte. Zuvor hatte Černák im Juli 2015 einen Einstiegsvertrag bei den Kings unterzeichnet. Mit den Erie Otters gewann der Verteidiger in den Playoffs 2017 den J. Ross Robertson Cup, bevor das Team auch im anschließenden Memorial Cup das Endspiel erreichte und dort jedoch den Windsor Spitfires unterlag. Zur Saison 2017/18 wechselte der Slowake schließlich auch in Nordamerika in den Profibereich, wo er seither für die Syracuse Crunch in der American Hockey League (AHL) zum Einsatz kommt, das Farmteam der Tampa Bay Lightning. Die Lightning hatten ihn im Februar 2017 samt seinem Landsmann Peter Budaj und zwei Wahlrechten im NHL Entry Draft 2017 – davon ein konditionales und eines in der siebten Runde – von den LA Kings erhalten, während Ben Bishop und ein Fünftrunden-Wahlrecht im selben Draft nach Los Angeles wechselten. Für Tampa gab Černák schließlich im November 2018 sein Debüt in der National Hockey League (NHL) und steht dort seither regelmäßig auf dem Eis. Mit dem Team gewann er in den Playoffs 2020 den Stanley Cup und wiederholte diesen Erfolg im Folgejahr, bevor der dritte Titel in Serie im Endspiel der Playoffs 2022 durch eine 2:4-Niederlage gegen Colorado knapp verpasst wurde.

### International
Auf internationalem Niveau sammelte Černák im Rahmen der World U-17 Hockey Challenge 2013 erste Erfahrungen, bevor er an den U18-Weltmeisterschaften 2013 und 2014 teilnahm. Dabei verpasste er jedoch jeweils die Medaillenränge mit der slowakischen Auswahl. Anschließend nahm der Verteidiger mit der U20-Nationalmannschaft seines Heimatlandes zwischen 2014 und 2017 an vier aufeinander folgenden U20-Weltmeisterschaften teil, wobei das Team im Jahre 2015 die Bronzemedaille gewann.
Für die slowakische A-Nationalmannschaft debütierte der Verteidiger im Verlauf der Saison 2017/18. Sein erstes großes internationales Turnier absolvierte er mit der Weltmeisterschaft 2019.

## Erfolge und Auszeichnungen
- 2014 Slowakischer Meister mit dem HC Košice
- 2015 Slowakischer Meister mit dem HC Košice
- 2017 J.-Ross-Robertson-Cup-Gewinn mit den Erie Otters
- 2020 Stanley-Cup-Gewinn mit den Tampa Bay Lightning
- 2021 Stanley-Cup-Gewinn mit den Tampa Bay Lightning

### International
- 2015 Bronzemedaille bei der U20-Junioren-Weltmeisterschaft

## Karrierestatistik

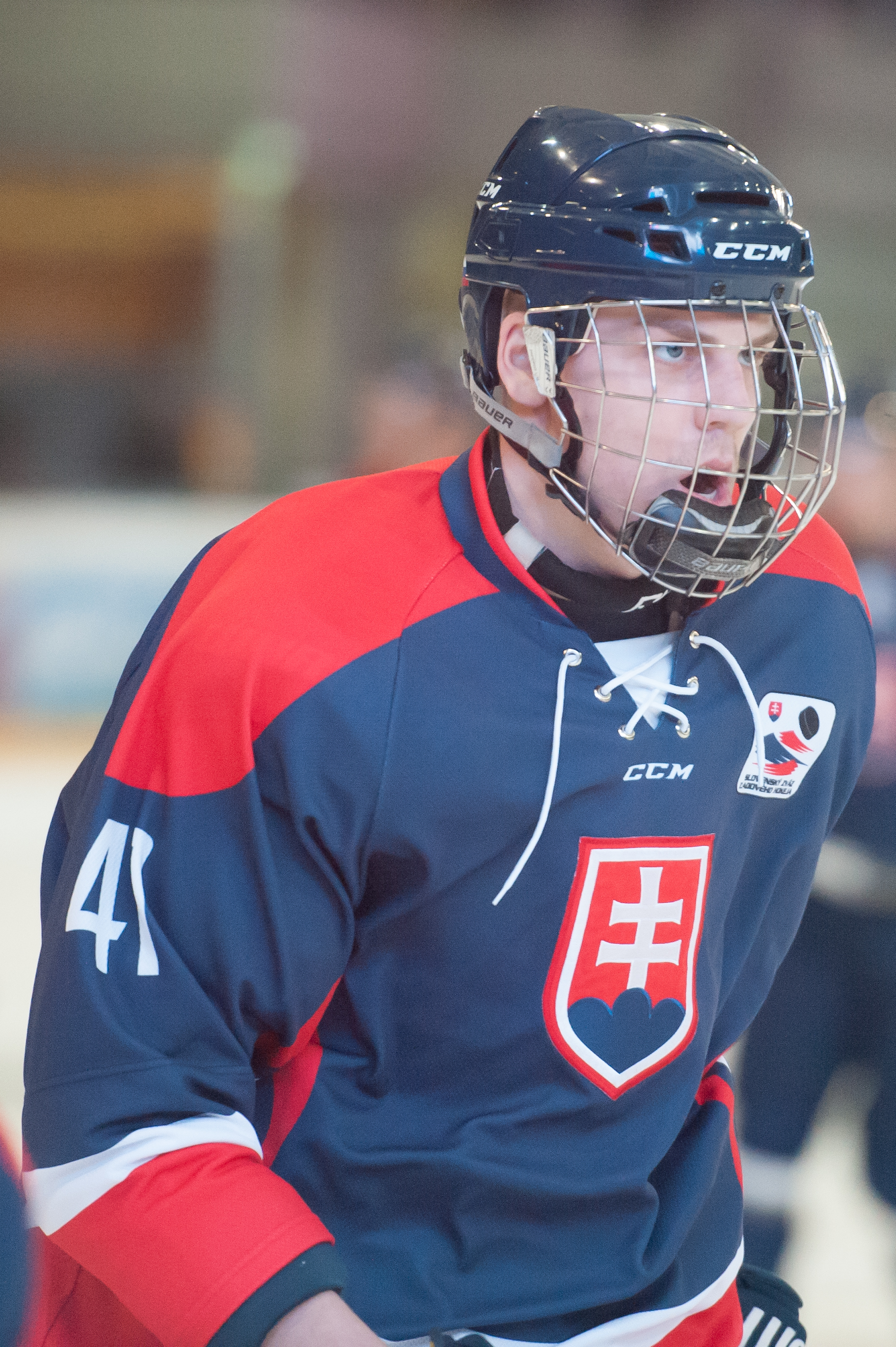
Černák im Trikot der Nationalmannschaft

Stand: Ende der Saison 2024/25

### International
Vertrat die Slowakei bei:
| - World U-17 Hockey Challenge 2013 - U18-Junioren-Weltmeisterschaft 2013 - U20-Junioren-Weltmeisterschaft 2014 - U18-Junioren-Weltmeisterschaft 2014 | - U20-Junioren-Weltmeisterschaft 2015 - U20-Junioren-Weltmeisterschaft 2016 - U20-Junioren-Weltmeisterschaft 2017 - Weltmeisterschaft 2019 |

(Legende zur Spielerstatistik: Sp oder GP = absolvierte Spiele; T oder G = erzielte Tore; V oder A = erzielte Assists; Pkt oder Pts = erzielte Scorerpunkte; SM oder PIM = erhaltene Strafminuten; +/− = Plus/Minus-Bilanz; PP = erzielte Überzahltore; SH = erzielte Unterzahltore; GW = erzielte Siegtore; 1 Play-downs/Relegation; Kursiv: Statistik nicht vollständig)

## Persönliches
Sein Cousin Christián Jaroš ist als Eishockeyspieler ebenfalls in der NHL aktiv.